# 西瓜酪
西瓜酪 （シーグアラオ、中国語: 西瓜酪; 拼音: xīguālào; 原義は「スイカゼリー」）は、伝統的な北京料理の一つ。スイカの果汁にとろみをつけて冷やしたものであり、夏に食される。

## 調理

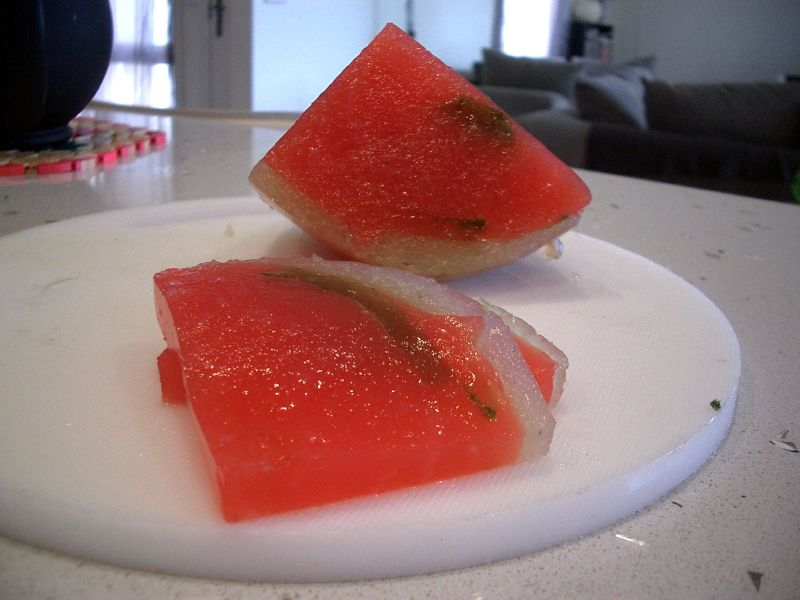

西瓜酪の材料としては、一般的にはスイカ、サクランボ、寒天、砂糖、及びバニラパウダーが用いられる。
寒天、バニラパウダー、砂糖は水と混ぜられ、シロップ状にする。スイカは砕いて果汁を絞り、シロップと混ぜる。その後とろみがつくまで冷やし、冷製にて供される。